# 힌두교 경전
힌두교에는 방대한 양의 경전이 있으며, 이 경전들은 인도의 철기 시대("베다 시대: 1500-500 BC")에 성립된 베다를 근간으로 하여 형성되었다. 힌두교 경전은 성립 순서에 따라 구분할 수도 있으나, 전체 구성적인 측면에서 전통적으로 크게 슈루티("계시된 것")와 스므리티("기억된 것")로 구분한다.
힌두교 전통에 따르면, 슈루티의 각 문헌은 고대의 리쉬(Rishi · "현자")가 우주적인 진리의 소리를 직접 들은("계시") 후 그것을 사람들이 이해할 수 있는 문자로 옮김으로써 최초로 성립된 것이다. 반면 스므리티는 슈루티를 바탕으로하여 2차적으로 성립된 것으로, 해당 스므리티 문헌의 저술자 자신의 총체적인 지식("기억")에 근거하여 최초로 성립된 후 스승과 제자의 관계를 통해 전승된 것이다.
힌두교의 입장에서, 슈루티는 결코 변함이 없는 영원한 원리("Sanātana Dharma · 사나타나 다르마")들을 다룬 문헌이며, 스므리티는 슈루티 속에 진술된 영원한 원리들의 실천적인 적용 또는 응용을 다룬 문헌이다.

## 슈루티
슈루티는 삼히타 · 브라마나 · 아란야카 · 우파니샤드로 이루어져 있다. 여기서 삼히타는 《리그베다》·《야주르베다》·《사마베다》·《아타르바베다》의 4종의 베다 정전(正典)을 가리킨다. 이 4종의 베다를 투리야라고 하며, 브라마나 · 아란야카 · 우파니샤드 등의 다른 모든 베다 문헌은 투리야를 중심으로 형성되었으며 또한 투리야는 그 중에서 《리그베다》를 기초로 하여 형성되었다.
슈루티 중, 우주의 궁극적인 실재("브라만")와 개인의 진정한 자아("아트만")가 하나라는 범아일여(梵我一如)의 사상을 주창한 신비적 · 밀교적 문헌인 우파니샤드는 베다 시대 말기인 기원전 700년부터 500년 사이에 "집성(集成)"된 것으로, 힌두교의 여섯 정통(正統) 사상("아스티카")인 육파 철학은 모두가 우파니샤드의 발전적 산물이다. 또한 우파니샤드는 이후의 아드바이타 베단타 · 비슈누파 · 시바파 · 샤크티파 등 후대의 힌두 철학과 종교 전반에 큰 영향을 끼쳤다.

## 스므리티
스므리티에는 크게 다음과 같은 것들이 있다.
- 수트라(Sūtras): 크게 베단가(Vedanga)의 수트라와 육파 철학(Six astika)의 수트라가 있다. 베단가는 베다 문헌에 기반한 종교적 실천에 따른 발음 · 운율 · 문법 · 어원 · 천문 · 제식수행을 다루는 6종의 보조학으로, 이들에 대해 다루는 수트라가 있다. 각 육파 철학에는 자신들의 철학과 체계를 보여주는 수트라가 있다. 육파 철학의 수트라는 거의 정전(正典)적인 권위를 가지는 문헌으로 베단타 학파의 《브라흐마 수트라》(베단타 수트라라고도 한다) · 요가 학파의 《요가 수트라》 등이 이에 속한다. 육파 철학의 수트라는 명상 상태("사마디")에서 신으로부터 계시받은 것을 기록한 것이 아니라 힌두교의 현자가 자신의 종교적 · 철학적 · 실천적 경험과 견해를 기록한 것이므로 분류상으로는 스므리티에 속하지만, 영적 수행과 공부의 실제적인 지침이 되므로 정전(正典)적인 권위를 가진다고 보아 베다 문헌에 속한다.
- 이티하사(Itihāsas): 《라마야나》와 《마하바라타》("바가바드기타"를 포함)를 비롯한 서사시를 가리킨다.[1]
- 다르마 샤스트라(Dharmaśāstra): 사회적 · 도덕적 · 경제적 규범을 다루는 법전으로 대표적인 것은 마누 법전이다.[1]
- 푸라나(Puranas): 주요한 것으로는 18종이 있으며, 우주론 · 신화 · 전설 · 지리 · 영웅 · 현자 · 반인반신에 대한 이야기로 구성되어 있다.[1][6] 푸라나는 일반인들을 위해 종교적 가르침을 쉽게 만든 것이다.[1]
- 우파베다(Upaveda): "응용 지식"이라는 의미로 의학("아유르베다") · 음악 · 춤 · 궁술 · 군사학 · 건축 · 기술 등 전문 분야를 다룬다.[1][7][8]
- 아가마(Āgama): 종교적 신앙을 실천 및 수행하는 것에 대한 전승된 가르침 또는 체계를 기록한 문헌으로,[9] ① 철학적 · 영적 지식, ② 요가 수행, ③ 사원과 신상(神像) 건축에 대한 규범, ④ 종교적 의식 · 제례 · 축제에 대한 규범의 네 부분으로 구성되어 있다.

## 같이 보기
- 리그베다
- 야주르베다
- 사마베다
- 인도 서사시
- 수트라
- 산스크리트 문학
- 힌두교 경전의 성립 연대

## 참고 문헌
- Apte, Vaman Shivram (1965). 《The Practical Sanskrit Dictionary》 (영어) 4 revis & enlarg판. Delhi: Motilal Banarsidass. ISBN 81-208-0567-4..
- Bernard, Theos (1947). 《Hindu Philosophy》 (영어). New York: Philosophical Library..
- Jho, Chakradhar (1987). 《History and Sources of Law in Ancient India》 (영어). Ashish Publishing House..
- (영어) Jones, Constance A. and Ryan, James D., Melton, J. Gordon (ed.), (2007). "Introduction", 《Encyclopedia of Hinduism》, pp. xviii-xix. Facts On File, Inc., ISBN 0-8160-5458-4.
- (영어) "Hinduism" (2009). 《Encyclopædia Britannica》. Encyclopædia Britannica 2009 Student and Home Edition. Chicago: Encyclopædia Britannica.
- Palmer, Martin (ed.) (2004). 《World Religions》 (영어). London: HarperCollins Publishers..